# 星野絢香
星野 絢香（ほしの あやか、1994年4月11日 - ）は、日本の女優。長野県出身。
ヨコザワ・プロダクションならびに劇団四重奏所属。

## 来歴
長野県長野西高等学校卒業後、ヨコザワ・プロダクションに入所。特技は、ラテ・アート。

## 出演

### テレビ
- BS-TBS「新耳袋『暗黒』」

### 映画
- 「新・三茶のポルターガイスト」豊島圭介監督　オカルトセブン7★

### ラジオドラマ
- レインボータウンエフエム放送「ラジオドラマ甲子園」
- 『眉山の風よ!阿波の踊りに吹け!』 - 青木和真 役（レギュラー）

### YouTube
- オカルトセブン7★